# Gepe
Daniel Alejandro Riveros Sepúlveda (Santiago de Chile, 28 de septiembre de 1981), conocido como Gepe, es un músico, compositor y multiinstrumentista chileno, quien además de su trabajo como solista participó en el dúo Taller Dejao, junto al bajista Javier Cruz.
Proveniente de la comuna de San Miguel, presentó una inclinación musical muy diversa desde pequeño, tocando batería desde los cinco años en bandas que versionaban canciones de Mazapán.

## Biografía
Nació en la comuna de Independencia pero a los 3 años se mudó con su familia a San Miguel, lugar en donde creció. Estudió en el Instituto Miguel León Prado. Luego de su egreso de dicho Instituto debutó en 1999 con su primer grupo musical, participando como cantante y baterista. Más tarde estudió Diseño gráfico en la Pontificia Universidad Católica de Chile. Su aprendizaje musical ha sido autodidacta.
En 2001 conformó el dúo Taller Dejao junto con el bajista Javier Cruz. En 2002 integra el grupo de Javiera Mena y posteriormente comenzó su carrera como solista.
Al mismo tiempo Gepe era parte de Jacobino Discos, un colectivo de músicos y sello independiente iniciado junto a Pablo Flores y Sebastián Sampieri, activos a su vez con los nombres de Namm y Farabeuf. Fueron ellos los compañeros de sus dos primeros discos, el EP 5x5 (2004) y el álbum Gepinto (2005).
Luego de su primer álbum de larga duración, Gepe comienza a participar en diversos conciertos y festivales. En 2005 toca con la folclorista mapuche argentina Beatriz Pichimalén y con el grupo francés Holden, con quienes se vuelve a reunir al año siguiente.
Gracias a la aparición de su tema Namás en el compilado Panorama neutral (2005), en mayo de 2006 inició además una serie de viajes internacionales por Francia, España, Holanda y Alemania, y en 2007 a México (país en que actuó junto a Jorge González), Argentina y otra vez España, donde Gepinto fue editado y reseñado en la influyente revista catalana Rockdelux. Luego de tocar en el festival EIMA en enero de 2006, conoció al músico y productor Vicente Sanfuentes. De su trabajo con él y con el bajista Pedro Subercaseaux surge su nuevo trabajo titulado Hungría (2007), de carácter más electrónico que el anterior. En 2007 toca con la cantante argentina Juana Molina, y a fines del mismo año participa del álbum colectivo Cantores que reflexionan - Sintiendo a Violeta (2007), disco con canciones de Violeta Parra interpretadas por varios músicos.
En 2007 Gepe y Javiera Mena protagonizan el documental Al unísono, de Rosario González y Pablo Muñoz.

## Estilo musical
Su estilo musical es variado, incluyendo el pop acústico, el pop con bases electrónicas e influencias de la música andina y la Nueva Canción Chilena. Ha incursionado en la bachata y el pop latino, aunque desde un punto de vista ecléctico.

## Carrera

### ConTaller Dejao

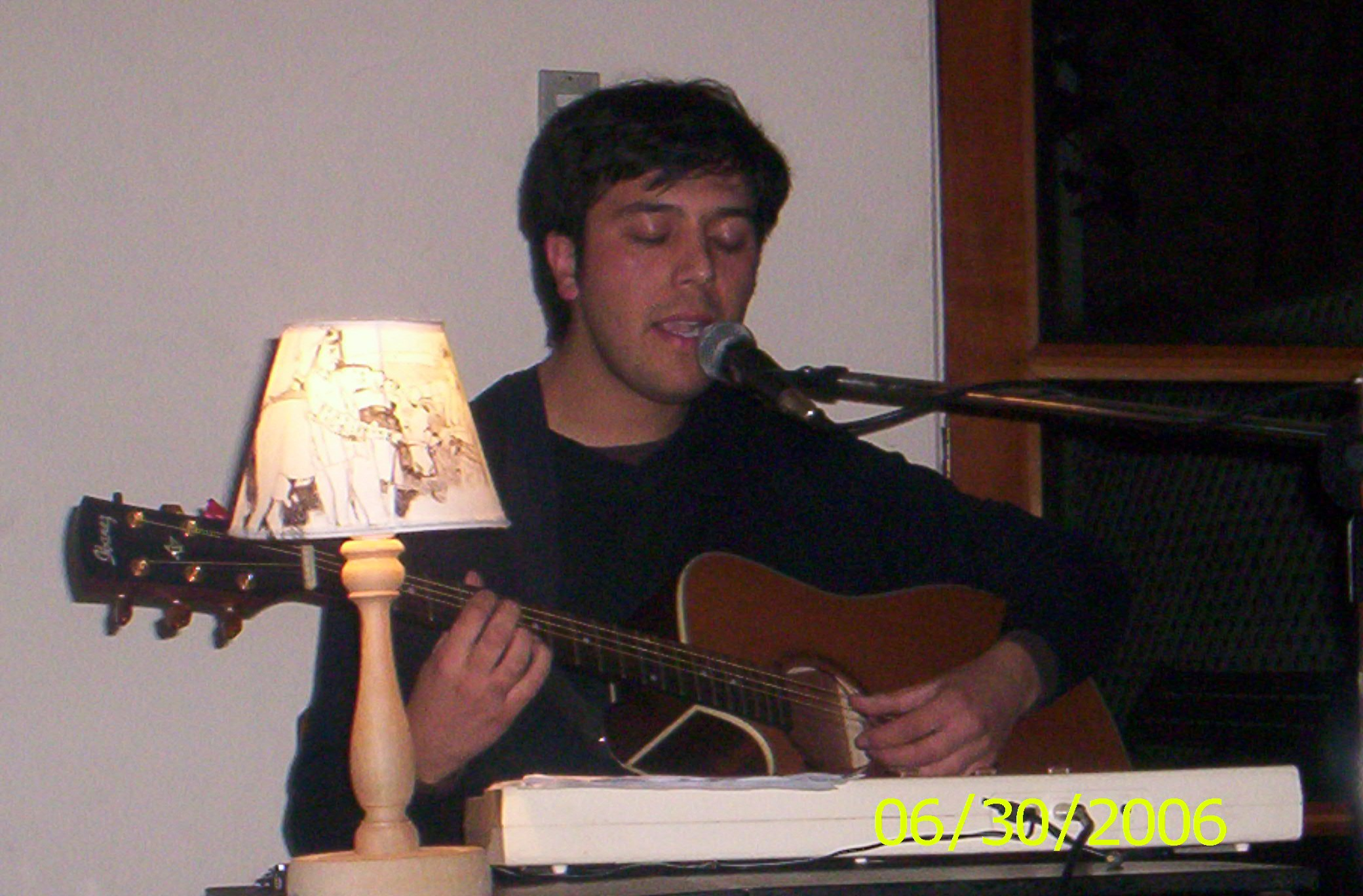
Gepe en concierto en Radio Tierra (2005).

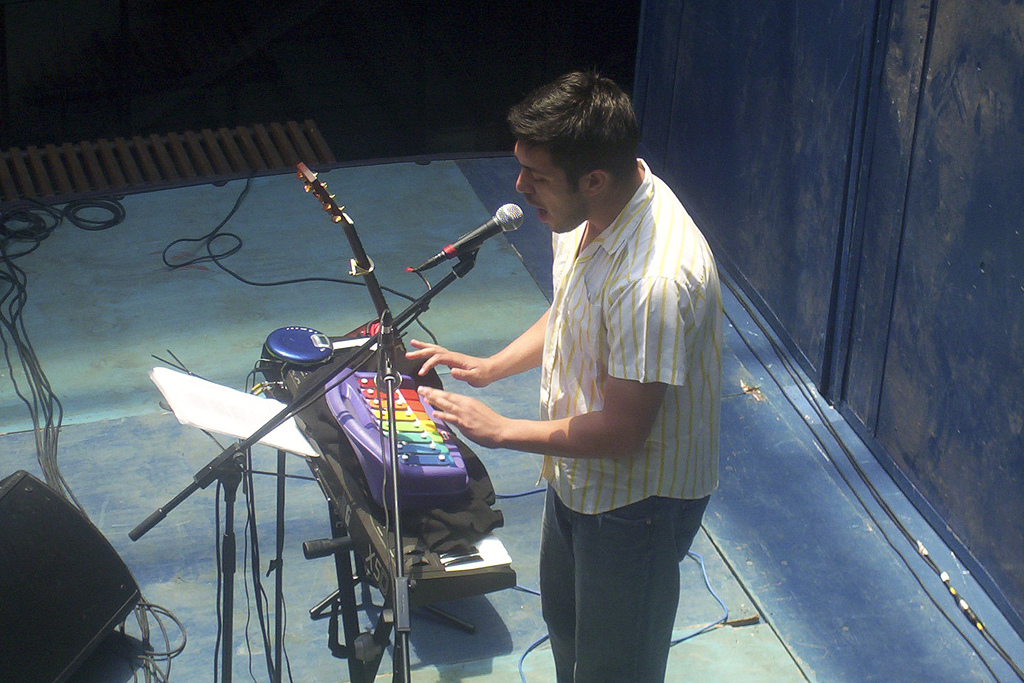
Gepe durante un concierto en el instituto DuocUC de Valparaíso en 2003

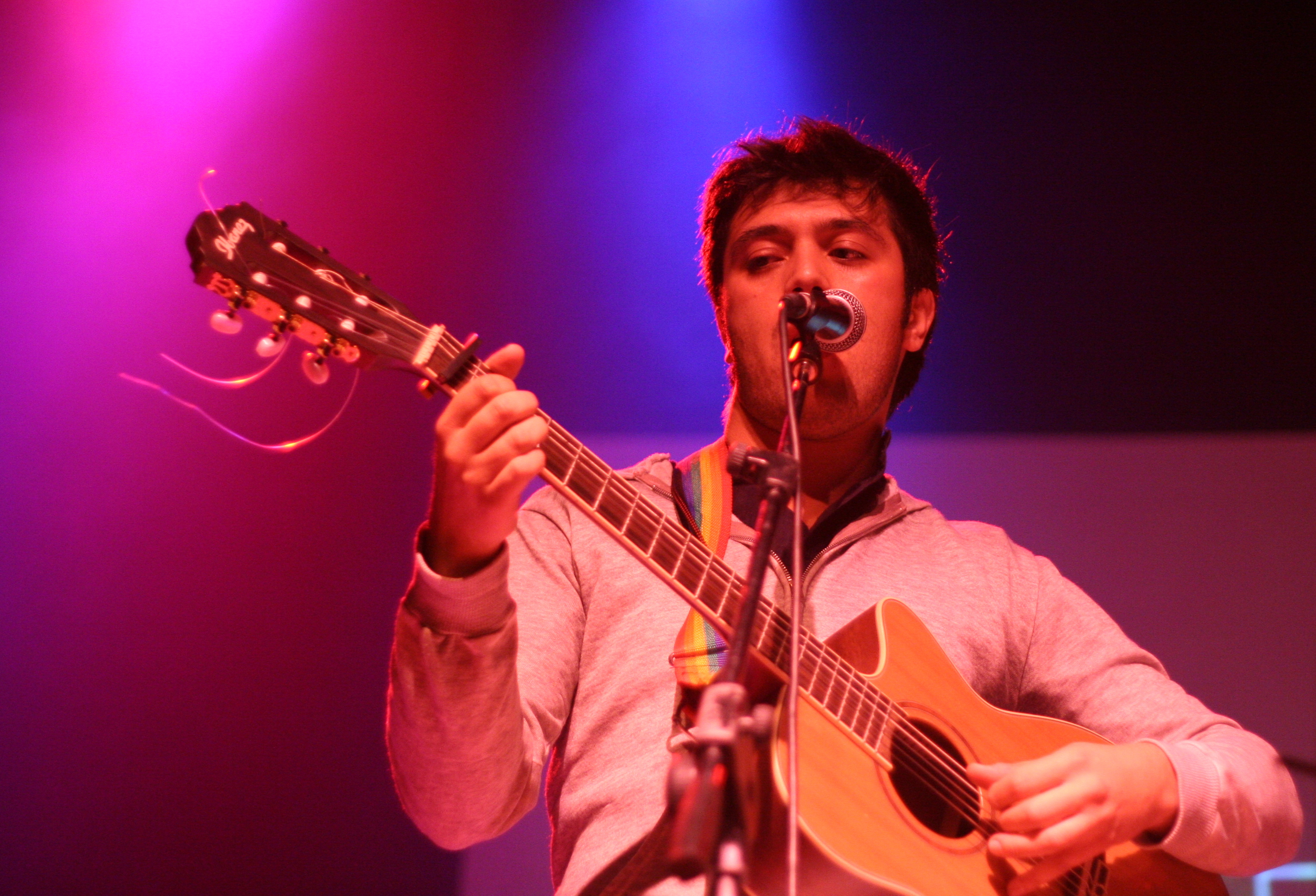
Gepe con su peculiar guitarra de 5 cuerdas durante un concierto en Concepción en 2008.

En el año 2002, en compañía del bajista Javier Cruz saca un disco de rápida factura con su banda de rock folk Taller Dejao, El brillo que tiene es lo humano que le queda tuvo inmediata aceptación en los círculos más under de santiago, lo que permitió además una serie de conciertos fuera de la capital.

### Como solista
Su segundo LP como solista, titulado Hungría, fue lanzado el 18 de mayo de 2007 en el cine arte Normandie, editado por el sello Quemasucabeza, el mismo que editó su anterior disco Gepinto en el 2005.
En 2010 lanzó su tercer disco Audiovisión que contó con la producción de Cristián Heyne y la partición de Javiera Mena y Jorge González. Gracias a este disco fue nominado a los Premios Altazor como Mejor artista pop.
También ha colaborado en álbumes de artistas chilenos, siendo en algunos periodos el baterista de los artistas Javiera Mena, Pedropiedra y Fernando Milagros. 
Su cuarto disco GP lo presentó en sociedad el 24 de octubre de 2012, este disco contó con la partición de Pedropiedra y la cantante mexicana Carla Morrison y repite a Cristián Heyne en la producción.
En 2013 se presenta por primera vez en el Festival del Huaso de Olmué y en Lollapalooza Chile. También este año sale a la luz su proyecto junto con Alex Anwandter (ex Teleradio Donoso) llamado Álex & Daniel
En mayo de 2013 es el primer artista chileno confirmado para el LV Festival de la Canción de Viña del Mar.
El 22 de marzo de 2014, Gepe junto con otros artistas como Denise Rosenthal, Saiko, Difuntos Correa, Camila Silva y K-Réena estuvo presente en la primera edición del Festival de la Diversidad "Daniel Zamudio", festival organizado en conmemoración al joven homosexual brutalmente asesinado el 2012 y que está a favor de la diversidad en cualquier ámbito y la fomentación de la no-discriminación, en especial de las personas LGBT.
En abril de 2015 estrenó su primer sencillo promocional, «Hambre», en colaboración con la cantante peruana Wendy Sulca. El videoclip fue grabado en Bolivia, bajo la mano del director Ian Pons Jewell. El 3 de junio lanzó su segundo sencillo, «Marinero capitán», el cual tocó por primera en público el 11 de octubre de 2014, en la celebración de sus diez años de carrera como solista.[cita requerida]
El 10 de agosto fue lanzado mundialmente su quinto disco titulado Estilo libre, con las colaboraciones de artistas como Wendy Sulca, Javiera Mena y Lalá Nuñez. En septiembre de ese mismo año, tras un año de la muerte de Gustavo Cerati, participó en el homenaje La alfombra mágica de Cerati - Travesías orquestales, junto a otros varios otros artistas.
En 2019, dejó de pertenecer a Quemasucabeza y pasó a ser parte de Sony Music.
En 2021, decide seguir su camino independiente de la mano de la compañía Altafonte, con quien actualmente sigue trabajando sus últimos lanzamientos, ad portas de lo que será decimoprimer álbum de estudio, que verá la luz el segundo semestre de 2024.

## Discografía
| Sencillos - 2005: «Namás» - 2005: «Los barcos» - 2006: «La enfermedad de los ojos» - 2007: «Estilo internacional» - 2007: «Celosía» - 2007: «Samoriseva» - 2008: «No te mueras tanto» - 2008: «Esgrima» - 2008: «Las piedras» - 2009: «Victoria Roma» - 2010: «Por la ventana» - 2010: «Un día ayer» - 2011: «Alfabeto» - 2011: «12 minerales» - 2012: «En la naturaleza (4-3-2-1-0)» (con Pedropiedra) - 2013: «Fruta y té» - 2013: «Bomba chaya» - 2014: «Bacán tu casa» - 2014: «Campos magnéticos» - 2014: «Platina» - 2014: «Con un solo zapato no se puede caminar» - 2014: «Bailar bien, bailar mal» - 2014: «Un gran vacío» - 2015: «Hambre» (con Wendy Sulca) - 2015: «TKM» - 2015: «Invierno» (con La Lá) - 2016: «Punto final» - 2017: «Hablar de ti» - 2018: «Hoy» - 2018: «Las Flores» - 2018: «El Volcán» - 2018: «Amor violento» - 2019: «Prisionero» - 2020: «Timidez» (con Natalia Lafourcade) - 2020: «Calle Cima» - 2020: «tupenaesmipena» (con Princesa Alba) - 2020: «Buena Memoria» - 2020: «Confía» (con Vicentico) - 2020: «Kamikazi» - 2020: «Carola y luna» - 2020: «Prisionero (de la cumbia)» (con Raymix) - 2021: «Tu pirata soy yo» / «Bagdad - Cap. 7: Liturgia» - 2021: «Bachata rosa» (con Álex Cuba) - 2021: «Rimas pa' seducir» - 2021: «NO» - 2022: «Las 4:40» (con David Aguilar) - 2022: «Coquimbo, Mazatlán» - 2022: «ANSIEDÁ» (con Esteman) - 2023: «Yenny, Las Cruces» - 2023: «Pipán» - 2024: «Paloma» - 2024: «playaplaya» - 2024: «VIVO» (con Rubén Albarrán) - 2024: «21 DE ENERo» (con Monsieur Periné) - 2024: «BOLERo LIBRA» (con Mon Laferte) - 2025: «la cueca del canario V.2» (con El Niño de Elche y Las guitarras de Miguel Molina) | Álbumes de estudio - 2005: Gepinto - 2007: Hungría - 2010: Audiovisión - 2012: GP - 2015: Estilo libre - 2017: Ciencia exacta - 2018: Folclor Imaginario - 2020: ULYSE - 2024: UNDESASTRE - 2025: UNDESASTRE delux: CERODRAMA Álbumes en vivo - 2021: Folclor Imaginario En vivo - 2021: Ulyse: Primer encuentro en vivo Álbumes recopilatorios - 2008: 17 Minerales (Editado únicamente en Japón) EP - 2005: 5x5 - 2008: Las piedras - 2018: Sesión acústica en México - 2021: FE - 2021: (un poco + de) FE - 2022: Realismo |

## Teatro
| Año  | Obra                 | Autor        | Director      | Rol        |
| ---- | -------------------- | ------------ | ------------- | ---------- |
| 2012 | Crave                | Sarah Kane   | Felipe Rivera | Actor      |
| 2016 | Los padres terribles | Jean Cocteau | Omar Moran    | Compositor |

## Premios
| Año  | Premios                | Categoría                 | Trabajo        | Resultado |
| ---- | ---------------------- | ------------------------- | -------------- | --------- |
| 2011 | Premios Altazor        | Mejor Artista Pop         | Audiovisión    | Nominado  |
| 2013 | Premios Altazor        | Mejor Álbum Pop o Balada  | GP             | Nominado  |
| 2013 | Premios Copihue de Oro | Grupo o cantante pop rock | -              | Nominado  |
| 2016 | Premios Pulsar         | Canción del Año           | "Estilo Libre" | Nominado  |
| 2016 | Premios Pulsar         | Artista del Año           | Estilo Libre   | Nominado  |
| 2016 | Premios Pulsar         | Álbum del Año             | Estilo Libre   | Nominado  |
| 2016 | Premios Pulsar         | Mejor Artista Pop         | Estilo Libre   | Nominado  |
| 2018 | Premios Pulsar         | Canción del Año           | "Hablar de ti" | Nominado  |
| 2018 | Premios Pulsar         | Artista del Año           | Ciencia Exacta | Nominado  |
| 2018 | Premios Pulsar         | Álbum del Año             | Ciencia Exacta | Nominado  |
| 2018 | Premios Pulsar         | Mejor Artista Pop         | Ciencia Exacta | Nominado  |

## Vida personal
Daniel mantuvo una larga relación con Valeria Jara, cantante y licenciada en Literatura. Valeria tuvo una hija, Amalia nacida en enero de 2008, a la que dedicó, junto con Valeria, el álbum Audiovisión. Valeria acompañó a Gepe en los escenarios desde 2007 promocionando los discos Hungría, Las Piedras y Audiovisión realizando giras por Chile, México, Argentina, España, Uruguay, Estados Unidos y Japón. A finales del 2011 se separaron, dicha etapa quedó plasmada en el álbum GP.
En febrero de 2018 en una entrevista para la revista Sábado de El Mercurio, Daniel confesó que Amalia no era su hija biológica. 
A finales del 2012 comenzó una relación con la productora de moda Camila Palacios, dicha relación terminaría a finales de 2014. 
Desde mediados de 2015 hasta 2017 mantuvo un romance con la actriz Antonia Zegers, a quién le escribió el tema "Hablar de tí".
Desde febrero de 2020 se encuentra casado con la diseñadora industrial María Cecilia Huerta.
Gepe es simpatizante del movimiento Hare Krishna.

## Filmografía

### Cine
| Año  | Título                                   | Rol                | Notas                   | Ref.   |
| ---- | ---------------------------------------- | ------------------ | ----------------------- | ------ |
| 2007 | Los hombres y el río                     | Compositor         | Cortometraje de ficción | [ 25 ] |
| 2008 | Papá o 36 mil juicios de un mismo suceso | Compositor         | Largometraje de ficción | [ 26 ] |
| 2008 | 1973 revoluciones por minuto             | Compositor         | Largometraje de ficción | [ 27 ] |
| 2009 | Puentes                                  | Compositor         | Largometraje de ficción | [ 28 ] |
| 2010 | Mamá                                     | Actor y compositor | Largometraje de ficción | [ 29 ] |
| 2010 | Portales, la última carta                | Compositor         | Largometraje documental | [ 30 ] |
| 2019 | Gepe y Margot Loyola: Folclor imaginario | Él mismo           | Largometraje documental | [ 31 ] |